# Ulf Sindt
Ulf Sindt, född 20 juni 1954 i Nacka, är en svensk fritidspedagog och författare. 
Sindt debuterade som författare med boken "Syskonkärlek och köttfärs" som kom ut 1988.

## Priser och utmärkelser
- 2010 - Carl von Linné-plaketten